# Papyrius
Papyrius é um gênero de insetos, pertencente a família Formicidae.

## Espécies
- Papyrius flavus
- Papyrius nitidus
- Papyrius Papyrius